# غوركا الهندية
غوركا الهندية مواطنين هنود يتكلمون اللغة النيبالية. ويستخدم مصطلح «غوركا الهندي» للتمييز بين الذين هم مواطنون هنود والمواطنين النيباليين الذين يسمح لهم بالبقاء في الهند ضمن شروط معاهدة السلام والصداقة بين الهند والنيبال (1950).